# أليسون دوربن
أليسون دوربن (بالإنجليزية: Allison Durbin)‏ هي مغنية أسترالية، ولدت في 24 مايو 1950.

## روابط خارجية
- أليسون دوربن على موقع IMDb (الإنجليزية)
- أليسون دوربن على موقع ديسكوغز (الإنجليزية)